# حركة المقاومة النوردية
حركة المقاومة النوردية أو حركة المقاومة الشمالية (بالسويدية: Nordiska motståndsrörelsen; NMR، بالنرويجية البوكمول: Nordiske motstandsbevegelsen; NMB، وبالنرويجية الجديدة: Nordiske motstandsrørsla; NMR، وبالفلندية: Pohjoismainen Vastarintaliike; PVL، وبالآيسلندية: Norræna mótstöðuhreyfingin; NMH، وبالدنماركية: Den nordiske modstandsbevægelse; NMB)، حركة قومية نوردية نازية جديدة، نجحت في تشكيل حزب سياسي في السويد. أُسست حركة المقاومة النوردية في السويد والنرويج وفنلندا والدنمارك، ويتواجد بعض أعضائها في آيسلندا. حُظرت الحركة في فنلندا منذ عام 2019. وُصفت حركة المقاومة النوردية بأنها منظمة إرهابية، لأنها تهدف إلى إلغاء الديموقراطية، ولأنشطتها شبه العسكرية، ولامتلاكها عددًا من مخابئ الأسلحة، ولإنشائها علاقات مع منظمات إرهابية محظورة، كالحركة الإمبراطورية الروسية، وحزب العمل الوطني في المملكة المتحدة.

## التأسيس والهيكل
في شهر ديسمبر 1997، أُطلق سراح كلاس لوند مع بعض الأعضاء السابقين في منظمة المقاومة الآرية البيضاء (باللغة السويدية: Vitt Ariskt Motstånd، واختصارًا: VAM)، شبكة نازية جديدة متشددة نشطت بين عامي 1991 و1993، من السجن، وذلك بعد إدانتهم بجرائم سطو وتفجير وقتل وغيرها من الجرائم. شكل لوند حركة المقاومة السويدية (Svenska Motståndsrörelsen، اختصارًا: SMR) بالتعاون مع بقية البقية الأعضاء السابقين في منظمة المقاومة الآرية البيضاء، ومع مجموعة من الأفراد العاملين في المجلة النازية الجديدة، فولكتريبونين، ومنظمة الشباب الوطنية الفاشية الجديدة المعروفة بعنصريتها والتي اشتهرت بقتل الناشط اللاسلطوي، بيورن سودربرغ.
عام 2016 شكلت حركة المقاومة النوردية، مع فروع تابعة لها في كل من السويد وفنلندا والنرويج (حُل الفرع النرويجي بعد فترة). تدعو حركة المقاومة النوردية إلى الوقف الفوري لما تطلق عليه «الهجرة الجماعية إلى الدول الاسكندنافية»، وإلى إعادة كل من لا ينتمي إلى أوروبا الشمالية، أو لمناطق وثيقة الصلة بها، إلى بلده الأصلي. تدعو الحركة أيضًا إلى تحقيق الاكتفاء الذاتي بين دول الشمال الأوروبي والانسحاب من عضوية الاتحاد الأوروبي.
في 28 فبراير 2018، نشر موقع ذا فيرج الأمريكي تقريرًا تحدث فيه عن إغلاق برنامج ديسكورد للتواصل الاجتماعي لعدد من خوادم النازيين الجدد وأتباع اليمين البديل، بما في ذلك خوادم حركة المقاومة النوردية، من منصة الدردشة الخاصة بهم، بسبب إساءتهم لاستخدام شروط الخدمة الخاصة بالبرنامج.

## الأيديولوجيا

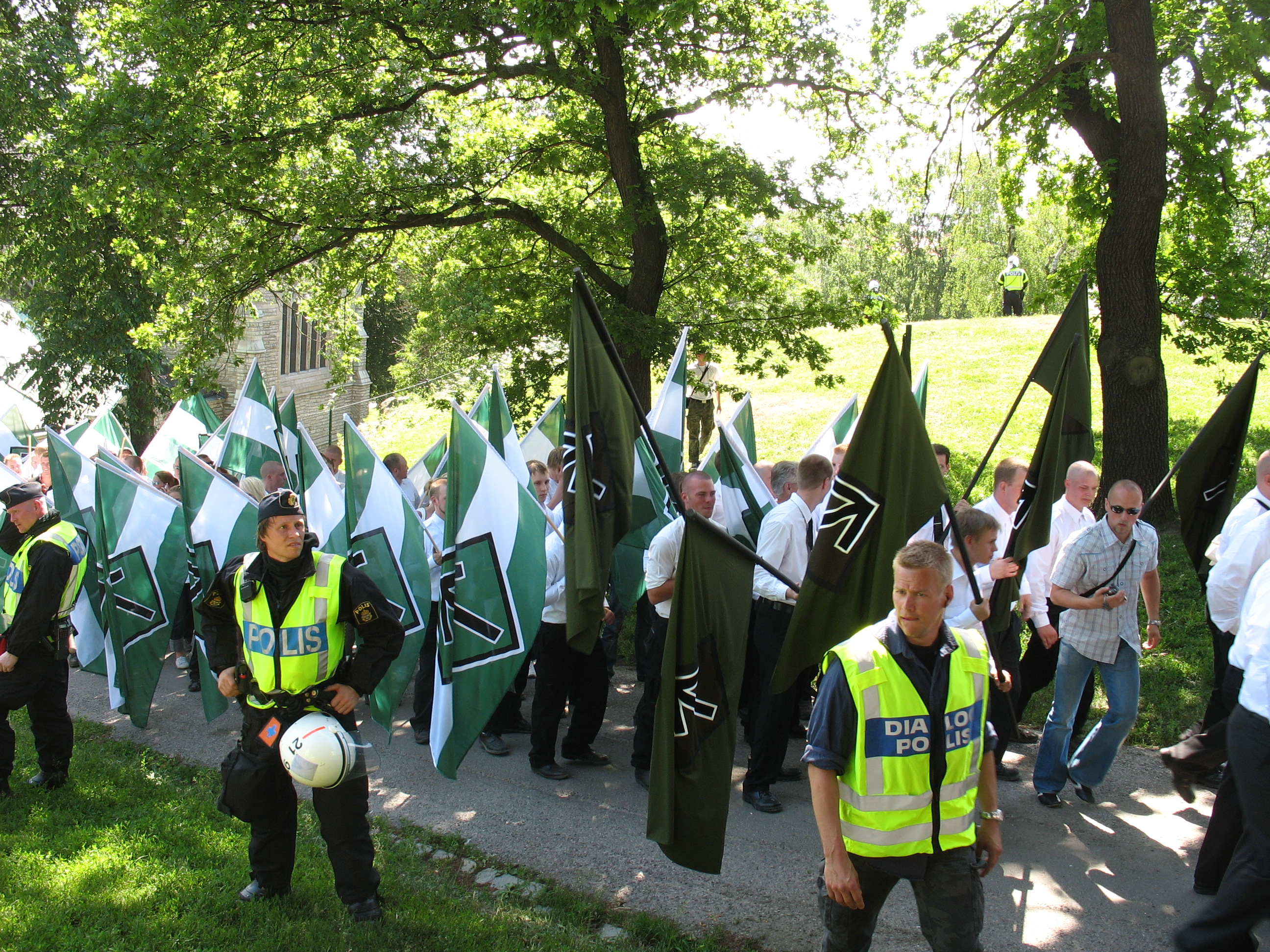
مظاهرة لحركة المقاومة النوردية

تهدف حركة المقاومة النوردية إلى إقامة دولة نوردية شمولية تتبع نهج النازية الجديدة «تتكون من دول الشمال، السويد وفنلندا والنرويج والدنمارك وآيسلندا، وحتى دول البلطيق». تصف المنظمة أهدافها بأسلوب مختلف: «مع أن الحركة تسعى جاهدة لإقامة دولة ذات قيادة استبدادية، لكنها تهدف، في نفس الوقت، لتطوير مُثُلِ الحرية والديموقراطية وتأمينها. ستكون جمهورية الشمال الاشتراكية القومية دولة رائدة، سلطوية، لكنها ستكون، في نفس الوقت، دولة ديموقراطية مباشرة».
تؤمن المنظمة بأن تحقيق أهدافها يتطلب إراقة الدماء. أشادت المنظمة في منشوراتها بكل من أدولف هتلر وكورنيليو كودريانو. تمثلت تكتيكات أتباع حركة المقاومة النوردية بتوزيع المنشورات وإلقاء الخطب العامة داخل المدن بهدف الترويج للنازية الجديدة، وإدانة الهجرة للبلدان الاسكندنافية. إضافة إلى ذلك، أصدر القائمون على حركة المقاومة النوردية مجلة المقاومة الوطنية بهدف نشر أفكارهم.

## السويد
أسس كلاس لوند حركة المقاومة السويدية. أصبح سيمون ليندبرج، في عام 2020، الزعيم السياسي للحركة، وتسلم بار أوبرج مهام إدارة جناحها السياسي. تُعرف حركة المقاومة السويدية بمعارضتها لهجرة غير البيض إلى السويد، وتعد فاعلًا أساسيًا في حركة القوة البيضاء في السويد. في شهر نوفمبر 2003، داهم جهاز الأمن السويدي منازل أعضاء قياديين في الحركة، من بينهم كلاس لوند، وأصدرت المحكمة حينها حكمًا بسجنه بتهمة حيازة أسلحة نارية بشكل غير قانوني.
في مايو 2006، أعلنت حركة المقاومة السويدية اندماج منظمة الشبيبة الوطنية بكامل أنشطتها وأعضائها مع حركة المقاومة النوردية. في شهر ديسمبر 2013، هاجم مسلحون من حركة المقاومة النوردية مظاهرةً مناهضة للعنصرية في العاصمة السويدية، ستوكهولم، الأمر الذي تسبب باشتعال موجة من أعمال الشغب والاشتباكات في المدينة، وألقي القبض بعدها على عددٍ من المشاركين في الهجوم. في الانتخابات السويدية لعام 2014، انتُخب عضوان من حركة المقاومة النوردية لمقاعد حزب ديموقراطيو السويد عن المجالس البلدية في لودفيكا وبورلينج، وذلك بعد أن أُضيفت أسماؤهما إلى بطاقات اقتراع حزب ديموقراطيي السويد، التي كانت أصلًا غير مكتملة، في خطوة وصفت بأنها «انقلابية». في أواخر عام 2015، سجلت حركة المقاومة النوردية في قائمة الأحزاب السياسية في السويد، وشغل بار أوبرج منصب المتحدث باسم الحزب الجديد.
في 7 يوليو 2017، حُكم على ثلاثة رجال، على صلة بحركة المقاومة النوردية السويدية، بالسجن لمدة ثمانِ سنوات ونصف السنة للأول، وخمس سنوات للثاني، وسنة ونصف السنة للأخير، وذلك بعد اتهامهم بالضلوع بحوادث تفجيرات غوتنبرغ في شهري نوفبمر 2016 ويناير 2017. أُصيب شخص واحد إصابة دائمة في أعقاب الهجمات التي استهدفت مركز للاجئين في مدينة فاسترا فرولومدا. استأنف المتهمون، الذين كانوا جزءًا من مجموعة من النازيين الجدد السويديين والفنلنديين سبق لها أن تلقت تدريبًا عسكريًا على الأسلحة النارية والمتفجرات في روسيا على يد مختصين من الحركة الإمبراطورية الروسية، الحكم. ألقت الشرطة السويدية القبض على رجل روسي على صلة بالحركة الإمبراطورية الروسية وحركة المقاومة النوردية وعثرت على مخبأين للأسلحة وصادرت جميع محتوياتها.
في 30 سبتمبر 2017، نظمت حركة المقاومة النوردية مسيرة شارك فيها ما يقرب من 500 عضو في الحركة في مدينة غوتنبرغ، التي تعد ثاني أكبر مدينة في السويد، وذلك بالتزامن مع إطلاق معرض غوتنبرغ السنوي للكتاب. شهدت المظاهرة اشتباكات بين حركة المقاومة النوردية ومجموعة من المتظاهرين المناهضين لها. أسفرت الاشتباكات عن اعتقال 22 عضوًا في حركة المقاومة النوردية، بمن فيهم زعيم المنظمة، سيمون ليندبرج، للاشتباه بارتكابهم جرائم عنف وأخرى متعلقة في نشر الفوضى، كما أُلقي القبض على متظاهر مناهض للحركة للاشتباه بمهاجمته ضابط شرطة. أشعلت المظاهرة، التي أطلقت في يوم الغفران اليهودي، غضب اليهود، إذ كان من المقرر لها أن تمر بالقرب من كنيس يهودي. غُير مسار المظاهرة واختُصر بعد صدور حكم قضائي في هذا الصدد.[بحاجة لمصدر]
في 19 أبريل 2018، قام متظاهرون بقذف السفارة الأمريكية في ستوكهولم بالمفرقعات احتجاجًا منهم على قصف سوريا. وعلى إثر هذه الاحتجاجات، أُلقي القبض على رجل واحد من حركة المقاومة النوردية. في نفس الشهر، أُلقي القبض على عضو في الحركة بتهمة التآمر لاغتيال صحفيين بعد أن تمكنت الشرطة من مصادرة سلاح بندقية منه. في 6 يوليو 2018، اعتدى أعضاء حركة المقاومة النوردية على ناشطين مدافعين عن إسرائيل في جزيرة غوتلاند.

### قوة الشمال
قوة الشمال (بالسويدية: Nordisk Styrka)‏، مجموعة شبه عسكرية سرية، شُكلت في شهر أغسطس 2019 من قبل أكثر أعضاء حركة المقاومة النوردية تشددًا، وهم الذين يرفضون إستراتيجية تنظيم الكتل البرلمانية للمجموعة السويدية بحجة كونها غير راديكالية بما فيه الكفاية. تصف المجموعة نفسها بأنها «منظمة مقاتلة». أُدين أعضاء المجموعة، التي تتخذ من إحدى الكنائس القديمة في مقاطعة فستمانلاند مقرًا لها، بارتكاب أكثر من 100 جريمة تنوعت بين جرائم عنف وجرائم متعلقة باستخدام الأسلحة. من الناحية العملية، لا توجد أي معلومات أخرى معروفة عن التجمع السري.